# Armeria sardoa
Armeria sardoa är en triftväxtart som beskrevs av Spreng.. Armeria sardoa ingår i släktet triftar, och familjen triftväxter. Utöver nominatformen finns också underarten A. s. genargentea.